# Unverpackt
Unverpackt – lose, nachhaltig, gut ist ein Lebensmitteleinzelhandel in Kiel, Schleswig-Holstein. Mit der Gründung im Februar 2014 ist Unverpackt der erste Unverpacktladen Deutschlands. Gründerin und Inhaberin Marie Delaperrière leistete damit Pionierarbeit und ebnete den Weg für die Gründung weiterer Läden.

## Geschichte
Die Idee entstand im Jahr 2012, als Unternehmensgründerin Marie Delaperrière nach Möglichkeiten suchte, im eigenen Alltag möglichst wenig Müll zu verursachen. Inspiriert dazu wurde sie vom Buch Zero Waste Home der in den USA lebenden Béa Johnson. Nach Ausarbeitung des Konzepts von 2012 bis 2013 wurde das Geschäft im Februar 2014 eröffnet, was Unverpackt zum ersten Laden dieser Art in Deutschland macht. Im Ausland gab es bereits erfolgreiche Versuche, wie zum Beispiel Unpackaged in London.
Auf einer Gesamtfläche von 75 m² wurden anfangs 250 Produkte angeboten. Nach dem ersten Umzug 2015 wurden es 500 Produkte auf einer Fläche von 100 m². Seit dem letzten Umzug im Oktober 2017 beläuft sich das Sortiment auf 800 Produkte, welche bevorzugt regional und in Bioqualität bezogen werden.
Ermöglicht durch die Weitergabe der Lizenz konnten weitere Unverpackt-Läden in Husum, Lübeck und Pforzheim eröffnet werden. Diese Läden haben das Konzept übernommen und tragen zur Verbreitung der Idee bei.

## Konzept

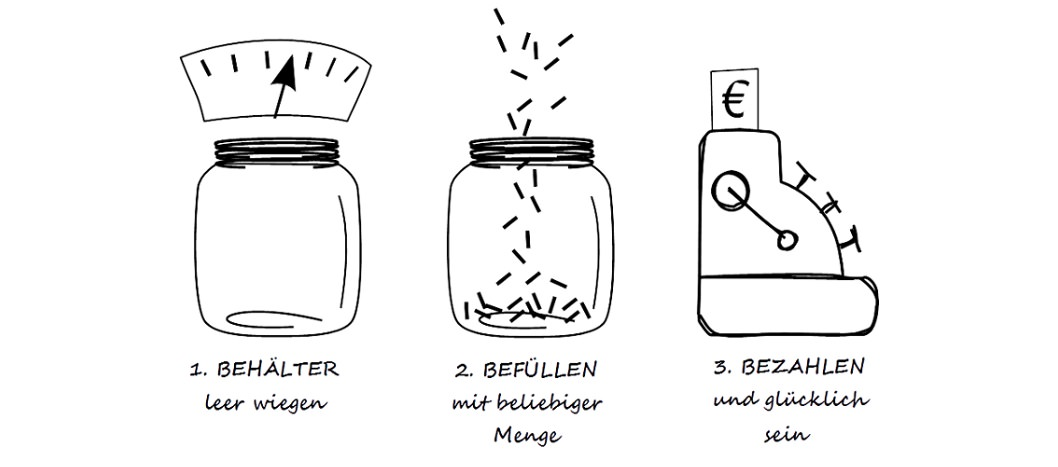
Vereinfachte Darstellung des verpackungsfreien Einkaufs

Unverpackt ermöglicht den Einkauf loser Waren und Waren im Mehrwegsystem, um Verpackungsmüll zu vermeiden. Für den Einkauf des losen Sortiments bringt die Kundschaft eigene Behälter mit, die im Laden selbständig befüllt werden. Die Waren werden in Großgebinden oder Pfandsystemen bezogen. Das Konzept fördert den bedarfsgerechten Einkauf, wodurch Lebensmittelabfälle vermieden werden.
Zum Sortiment zählen über 800 Produkte aus dem alltäglichen Bedarf für ein müllfreies Leben. Neben Lebensmitteln wie Getreide, Teigwaren, Backzutaten, Hülsenfrüchte, Ölsaaten, Nüsse, Öle, Essige, Gewürze, Antipasti, Tee, Kaffee, Eier, Milchprodukte, Wurst, Obst, Gemüse, Trockenfrüchte, Getränke, Süßes und Salziges finden sich Reinigungsmittel, Hygieneprodukte und Zubehör für ein abfallarmes Leben, wie wiederverwendbare Trinkflaschen, Dosen und Gläser.

## Wirksamkeit

### Beratungs- und Seminarangebot
Seit März 2015 bietet Unverpackt Seminare und Beratungen für Gründer an, wodurch die Verbreitung des Konzepts unterstützt wird. Bis Januar 2019 haben etwa 250 Personen das Angebot wahrgenommen und stellen damit einen großen Teil der über 100 in Deutschland eröffneten Unverpackt-Läden.

### Unterstützung von Studienarbeiten
Seit 2014 wurden mehr als 20 Studienarbeiten betreut, die sich mit den Chancen und Herausforderungen des Konzepts auseinandersetzen und dessen Zukunftsfähigkeit sowie Übertragbarkeit – auch in andere Länder – untersuchen. Hierbei wurden vor allem die Themenfelder Social Entrepreneurship, Kreislaufwirtschaft und Zero Waste untersucht sowie zahlreiche Kundenkonzeptanalysen durchgeführt.

### Vorträge und Medienaufmerksamkeit
Seit 2016 hat Marie Delaperrière zahlreiche Vorträge gegeben, in denen sie über das Unverpackt-Konzept und den Zero-Waste-Lebensstil spricht. Weiterhin ist sie als Expertin in Podiumsdiskussionen für die Bereiche soziales Unternehmertum, Konsumverhalten, Plastik, Ernährung und Bildung gefragt.
Als erster Laden seiner Art zog Unverpackt außerdem die Aufmerksamkeit der Medien auf sich. Neben Regionalzeitschriften und -sendern berichteten beispielsweise Stern TV, die National Geographics und Fachzeitschriften über das Konzept.

### Soziale Wirksamkeit
Über den Einkauf alltäglicher Bedarfsgegenstände hinaus wirkt Unverpackt als Multiplikator nachhaltiger Konsummuster. Durch den Austausch mit anderen Kunden und Angestellten wird die Kundschaft für umweltrelevante Themen sensibilisiert und ihnen neue Handlungsfelder eröffnet. Der Laden ist Ort des Austausches sowie der Wiederentdeckung und Wertschätzung von Lebensmitteln.

## Auszeichnungen
Schon vor der Eröffnung erhielt Unverpackt den Sonderpreis des GründerCup Kiel Region 2013. Im Jahr 2016 wurde der Laden mit dem Next Economy Award in der Kategorie Social Entrepreneur sowie dem Umweltpreis der Stadt Kiel ausgezeichnet. 2018 wurde Unternehmensgründerin Marie Delaperrière zur Preisträgerin des Zeit-Wissen-Preises Mut zur Nachhaltigkeit.